# Heilig Hartkerk (Oss)
De Heilig Hartkerk in Oss, ook wel bekend als Bloemskerk, is een rooms-katholieke kerk gelegen aan de Kromstraat. Sinds 5 december 2021 maakt de Heilig Hartkerk deel uit van de parochie H. Willibrordus in Oss. De kerk werd gebouwd in 1921 en is gewijd aan de verering van het Heilig hart van Jezus. Het is een in laat neogotische stijl gebouwde kerk, welke ontworpen is door de Bossche architect W.Th. van Aalst. Het grondpatroon is een kruiskerk. Hoewel er in het ontwerp een hogere toren was voorzien is deze niet uitgevoerd. Wel is er rechts van het hoofdportaal een traptoren gerealiseerd. Het benodigde kapitaal voor de kerk werd bijeengebracht door welgestelde parochianen. Men had de bouw begroot op 268.000 gulden, maar het kostte uiteindelijk ruim 354.000 gulden.  

## Interieur
Aanvankelijk was het interieur in kleurrijk schilderwerk uitgevoerd, maar in de jaren 1960 is deze in sobere tinten overgeschilderd.
Het hoofdaltaar en de zijaltaren zijn sinds 1974 in gebruik en komen uit de Sint-Josephkerk (Paters Redemptoristen) te 's-Hertogenbosch. Deze kerk werd in 1971 buiten gebruik gesteld. Het orgel komt uit de in 1978 gesloopte Antoniuskerk uit de wijk de Muntel, eveneens in 's-Hertogenbosch.